# Ljupko Petrović
Ljubomir "Ljupko" Petrović (em cirílico sérvio: Љубомир "Љупко" Петровић; 15 de maio de 1947) é um treinador de futebol profissional sérvio e ex-futebolista. Ele também possui um passaporte bósnio. Como técnico, o maior sucesso de Petrović foi vencer a Copa dos Clubes Campeões Europeus (atual Liga dos Campeões) na temporada 1990-91 com o Crvena Zvezda.

## Títulos

### Jogador
Osijek
- Segunda Liga da Iugoslávia: 1969–70 (Oeste), 1972–73 (Oeste), 1976–77 (Oeste)

### Treinador
Spartak Subotica
- Segunda Liga da Iugoslávia: 1987–88 (Oeste)

Vojvodina
- Campeonato Iugoslavo de Futebol: 1988–89

Crvena Zvezda
- Copa dos Clubes Campeões Europeus: 1990–91
- Campeonato Iugoslavo de Futebol: 1990–91
- Campeonato de Sérvia e Montenegro de Futebol: 1994–95
- Copa de Sérvia e Montenegro de Futebol: 1994–95

Levski Sofia
- Liga Profissional Búlgara de Futebol A: 2000–01

Beijing Guoan
- Copa da China de Futebol: 2003

Litex Lovech
- Copa da Bulgária: 2003–04

APR FC
- Campeonato Ruandês de Futebol: 2013–14, 2017–18

## Vida pessoal
Petrović é casado com Snežana, com quem tem dois filhos: Srđan e Svetlana. Ele também tem três netos: Nikola, Anastasija e Viktor.